# متهی
متهی (به انگلیسی: Mithi) یک شهر در پاکستان است که در ناحیه ترپارکر واقع شده‌است. متهی ۱۵۰٬۰۰۰ نفر جمعیت دارد و ۴۲ متر بالاتر از سطح دریا واقع شده‌است.